# حكم البشر (مسلسل)

## القصة
حكم البشر، مسلسل خليجي قطري من تأليف وداد الكواري وإخراج أحمد يعقوب المقلة. يحكي المسلسل قصه عائلة قطرية تنازع أبناءها على الورث بعد وفاة والدهم المتزوج من امرأتين.

## فريق العمل

### تمثيل
| الممثل                  | الشخصية |
| ----------------------- | ------- |
| سعاد عبد الله           | عواطف   |
| عبد العزيز الجاسم       | محمد    |
| علي حسن                 | راكان   |
| سميرة احمد              | ام محمد |
| هدى الخطيب              | بدرية   |
| هيفاء حسين              | نوال    |
| إيمان محمد علي          | حصة     |
| ناصر محمد               | ماجد    |
| منى شداد                | نجلاء   |
| ميساء مغربي             | رجاء    |
| غازي حسين               | خليفة   |
| هلال محمد               | زايد    |
| صلاح الملا              | سلمان   |
| عبدالله عبدالعزيز       | بدر     |
| وليد القايد             | علي     |
| خالد الحمادي            | احمد    |
| عبد الله أحمد           | بوعلي   |
| حسن إبراهيم (ممثل قطري) | ثامر    |